# Jonathan (filme)
Jonathan, também conhecido como Duplicate, é um filme de drama e ficção científica dirigido por Bill Oliver e escrito por Gregory Davis, Peter Nickowitz e Oliver. Foi lançado em 2018 no Tribeca Film Festival.

## Sinopse
O filme explora a vida de um indivíduo com duas identidades; cada um funcional por 12 horas por dia. Eles se comunicam por meio de mensagens de vídeo gravadas, como o personagem de Drew Barrymore em 50 First Dates. Eles são chamados de "irmãos". Eles moram na cidade de Nova York. Jonathan é o desenhista de um arquiteto. John é funcionário de uma firma de advocacia.

## Elenco
- Ansel Elgort como Jonathan / John
- Patricia Clarkson como  Dra. Mina Nariman
- Suki Waterhouse como Elena
- Matt Bomer como Ross Craine
- Douglas Hodge como Hans Lieber
- Joe Egender como Myles

## Recepção
No site agregador de críticas Rotten Tomatoes, 62% das 26 resenhas dos críticos são positivas. O Metacritic, que usa uma média ponderada, atribuiu ao filme uma pontuação de 62 em 100, baseado em 12 críticos, indicando críticas "geralmente favoráveis".
O crítico de cinema da Variety, Dennis Harvey, não tem certeza de que gênero colocar este filme excêntrico de dupla personalidade, mas ele afirma: "'Jonathan' é um conto inteligente e absorvente que fornece uma vitrine impressionante para a estrela de 'Baby Driver', Ansel Elgort".